# فرانك ماريو
فرانك ماريو هو لاعب هوكي الجليد كندي، ولد في 25 فبراير 1921، وتوفي في 18 يونيو 1995.

## وصلات خارجية
- فرانك ماريو على موقع دوري الهوكي الوطني (الإنجليزية)
- فرانك ماريو على موقع قاعة مشاهير الهوكي (لاعب أن.إتش.أل) (الإنجليزية)
- فرانك ماريو على موقع EliteProspects.com (الإنجليزية)
- فرانك ماريو على موقع HockeyDB.com (الإنجليزية)
- فرانك ماريو على موقع Hockey-Reference.com (الإنجليزية)